# Ricardo Antonio Casas
Ricardo Antonio Casas Bagnoli (Montevideo, 20 d'abril de 1955) és un cineasta uruguaià, documentalista, director i productor de cinema.

## Biografia
Va cursar els seus estudis primer a l'escola pública, i després en un liceu privat catòlic, aconseguint habilitació per a iniciar estudis terciaris de medicina, la qual cosa no va concretar. Va començar a prendre classes de cinema en 1973 amb l'enginyer Miguel Castro. Va participar en els cursos de cinema de Cinemateca Uruguaiana, integrant el Departament de Producció fins a 1982.
Va realitzar alguns curtmetratges en cinema i vídeo: Apenas una ilusión (1977), Liliana (1978), i alguns curts promocionals de Cinemateca Uruguaiana, bàsicament en les tasques de producció. En el llargmetratge de ficció Mataron a Venancio Flores, Uruguay 1982,l'Uruguai 1982, va fer tasques de suport.
El seu primer documental va ser Donde había la pureza implacable del olvido, en 1998, sobre el músic uruguaià Eduardo Darnauchans. El 2004 va estrenar Palabras verdaderas, sobre l'escriptor Mario Benedetti.
El 2013 va estrenar al Festival de Cinema de Gramado el seu documental El padre de Gardel, sobre el coronel Carlos Escayola. Mentrestant va participar d'algunes produccions uruguaianes i d'altres països, com : 20 años, 20 poemas, 20 artistas – Argentina 1999, Las Melillas – Espanya 2006, El São Paulo – Brasil 2011 (producció local), Los sueños de Álvaro – Alemanya 2006 (que es va rodar a La Paz, Bolívia). El 2006va produir i dirigir un programa de televisió per nens anomenat La Banda, a Televisión Nacional de Uruguay.
Va treballar durant 29 anys en Cinemateca Uruguaiana, com a integrant de la coordinació general de la institució, sent un dels seus tres directors executius entre 1980 i 1984, i creant l'Espai Uruguai en 1991, únic concurs nacional per a obres audiovisuals acabades del país. També va crear l'Escola de Cinematografia en 1995, al costat de Beatriz Flores. Des de 1992, dirigeix a més Divercine, el Festival Internacional de Cinema per a Nens i Joves de l'Uruguai, únic festival del món que s'exporta a diversos països d'Amèrica Llatina. També ha participat de fòrums internacionals sobre cinema i TV per a nens, com CIFEJ (Centre Internacional de Cinema per a Nens i Joves), Prix Jeunesse Internacional, ALA, Summit International, creant CINIÑO en 2004, la Xarxa Llatinoamericana de Festivals de Cinema per a Nens.
Actualment i des de 2007, programa i organitza Atlantidoc, el Festival Internacional de Cinema Documental de l'Uruguai. Participa també des de la seva creació d'ASOPROD (Associació de Productors i Realitzadors de Cinema i Vídeo).
A més i des de fins de l'any 2015, és president de la Fundació Mario Benedetti.
Va publicar el llibre Diez años de vídeo uruguayo, 1985-1995, i més recentment 20 años de Divercine, així com diverses notes per a premsa uruguaiana i estrangera des de 1983. L'any 2013 va participar en l'edició del llibre De Carlos Escayola a Carlos Gardel, on va elaborar el seu capítol final.
Ha estat jurat de diversos concursos i festivals, nacionals i internacionals, tant de cinema com televisió des de Berlín a Sichuan. Així mateix ha representat a l'Uruguai en diversos fòrums internacionals de cinema i TV, sent més de 90 festivals en els quals ha participat.

## Festivals
- DIVERCINE - Festival Internacional de Cinema per Nens i Joves:[7]

## Pel·lícules
- Documental: El Padre de Gardel:[11][12][13]
- Anunci de la pel·lícula El Padre de Gardel:[14]
- Comentari sobre la pel·lícula El Niño y la Cometa:[15]

## Premis
- Premi Morosoli de Plata 2013 a la Cultura Uruguaiana[16] otorgado por la Fundación Lolita Rubial,[17] en el rubro "Artes Escénicas / Imagen en Movimiento".[18][19]
- Premi Morosoli de Bronze 2014 a la Cultura Uruguaiana otorgat per la Fundación Lolita Rubial, en la categoria "Artes Escénicas / Imagen en Movimiento".[20]
- Premi al millor documental a la XI Mostra de Cinema Llatinoamericà de Lleida[21]

## Actividades recientes
- “Muestra-exposición de imágenes sobre la familia biológica de Carlos Gardel”, ael Centro de Fotografía[22] de la IMM, 7 de febrer – 5 de març de 2014.[23]